# 䄙嬪朴氏
䄙嬪朴氏（명빈박씨）（？—1703年），朝鮮肅宗的後宮嬪御，本貫為密陽，父親為朴孝建。
朴氏為宮女出身，儘管她很早便受寵於肅宗，不過直到肅宗24年才因懷孕而由尚宮晉升為從四品淑媛。隔年六月十三日生下延齡君，十月升為淑儀。肅宗27年封貴人，隔年仁元王后進宮，朴氏受封為正一品䄙嬪，肅宗因愛屋及烏所以非常疼愛延齡君，然而䄙嬪卻在隔年延齡君5歲時過世，後來延齡君在20歲去世，悲傷不已的肅宗還為延齡君立碑紀念。